# 上林湖水库

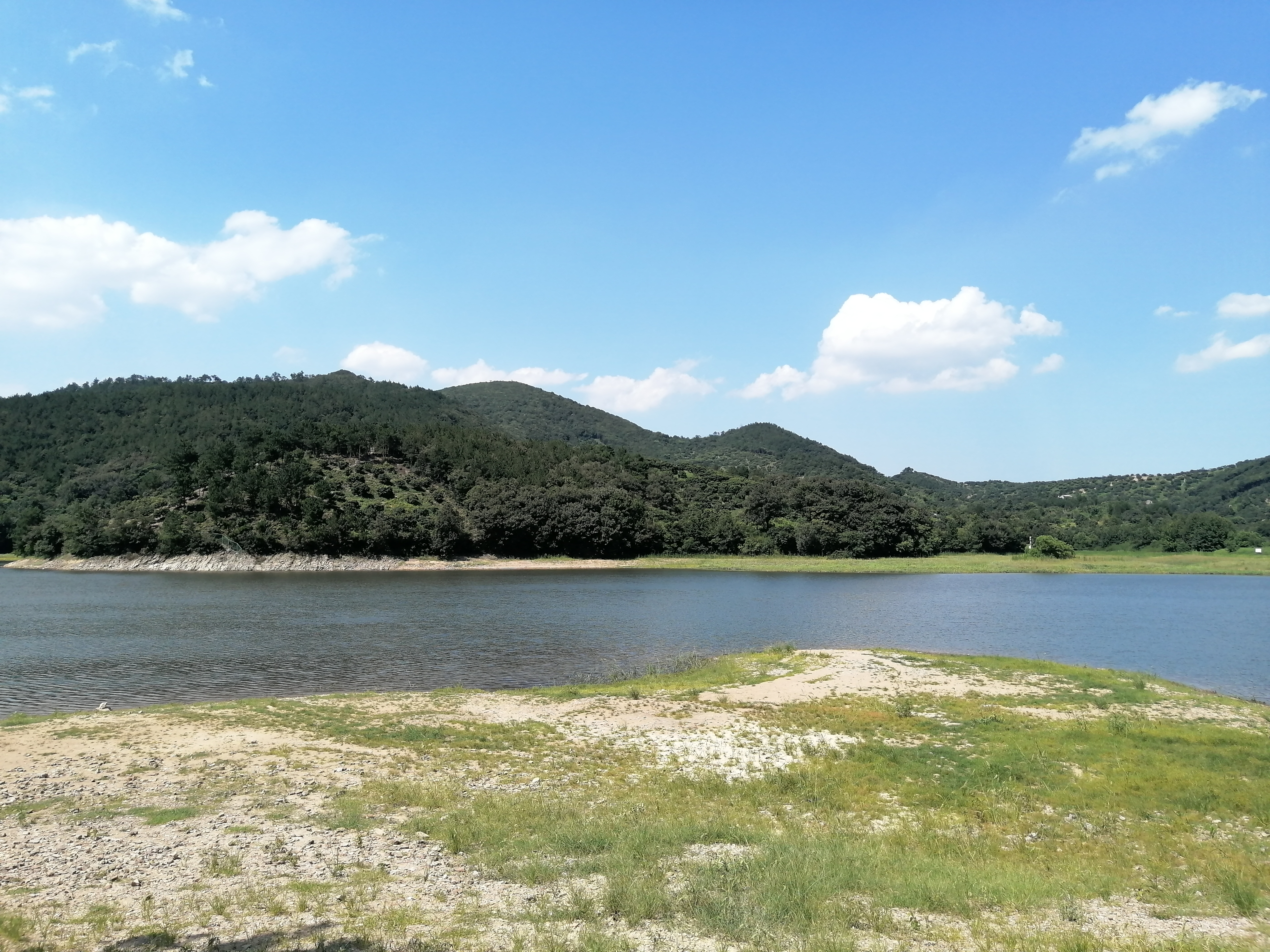
上林湖水庫岸邊

上林湖水库是中国浙江省宁波市慈溪市境内的一座水库，位于东上河上，建于1960年。水库正常库容为1090万立方米，集雨面积为17平方千米，海拔为11.8米。
上林湖一带的上林湖越窑青瓷是中国地理标志产品。